# Monumento a José Olaya (Lima)

El monumento a José Olaya es una estatua honoraria que se encuentra en el pasaje del mismo nombre, ubicado entre el jirón de la Unión y el jirón Carabaya, en la ciudad de Lima, Perú. Ha sido declarado como bien mueble integrante del Patrimonio Cultural de la Nación por el Ministerio de Cultura mediante la Resolución Viceministerial N°053-2018-VMPCIC-MC el 24 de abril de 2018.
El actual monumento, obra del escultor trujillano Segundo Álvarez Peláez, fue inaugurado el 29 de junio de 1985 al cumplirse 162 años del fusilamiento del mártir chorrillano. 

## Descripción
El monumento a José Olaya es un bien mueble realizado en piedra y bronce de aproximadamente 4 metros de altura, conformado por un pedestal y la escultura del personaje.
El pedestal, de una altura aproximada de 1.60 m, está elaborado en piedra y compuesto por dos plataformas y un elemento de forma cúbica donde se ubica el nombre del personaje “José Olaya” y una placa con la inscripción que corresponde a su remodelación en el año 2000. 
Con respecto a la escultura en sí de José Olaya, esta cuenta con una altura aproximada de 2.40 m. y presenta al personaje con el torso desnudo y una gorra. Lleva en su mano izquierda una red y en la otra, una carta que representa las comunicaciones que llevó para el bando patriota.

## Historia

### Concepción y fabricación de la escultura
El primer busto de José Olaya, guardado en la sede de la Compañía de Bomberos Olaya N.º 13, es una escultura de bronce con base de mármol, atribuida al artista Salvador Gómez Carrillo, fundida en 1867 por la “Factoría Bellavista”, siendo inaugurada el 29 de junio de 1867. Durante la ocupación chilena de Chorrillos la escultura fue robada y dañada. Años más tarde, el busto fue colocado nuevamente en el malecón de Chorrillos.
El actual monumento de José Olaya es obra del escultor Segundo Álvarez Peláez, en el cual se demoró tres meses. El molde fue fundido en un cuartel del barrio de Cinco Esquinas. Esta escultura fue elaborada para ser colocada en el pasaje Olaya en el centro histórico de Lima, pero debido a que este espacio se encontraba en remodelación, esta fue destinada a la plaza de Chorrillos, donde fue inaugurada el 30 de junio de 1974; sin embargo, solo estuvo ahí tres días, ya que fue retirada por oposición de la comunidad y llevada a un depósito municipal donde estuvo almacenado hasta su inauguración el 29 de junio de 1985 en el lugar donde se encuentra actualmente. La develación de la escultura estuvo a cargo del alcalde de Lima, Alfonso Barrantes Lingán; y el general EP Arturo López.

## Ubicación
La escultura se encuentra ubicada en el pasaje Olaya. Sin embargo, desde su inauguración esta ha sido desplazada dentro del mismo espacio en varias ocasiones. Originalmente, el conjunto escultórico se encontraba al nivel del suelo y más cerca a la plaza de Armas de Lima; posteriormente, se le agregó dos plataformas de mampuesto de piedra y fue desplazado a la parte central del pasaje, donde se ubica actualmente.